# 契約神学
契約神学（けいやくしんがく、英: Covenant Theology, Covenantalism, Federal theology, Federalism）は、聖書の記述全体を神学概念のひとつである「契約」 (covenant) の概念によって把握し、説明しようとするキリスト教神学の立場である。主に長老派や改革派の教会で支持され、聖書的契約（Biblical Covenant)の見解と対照的な立場をとる。

## 概略
契約神学は、全歴史を通じた神と人間の交流、すなわち創造・堕落・救済・終末を、「行いの契約」「贖いの契約」「恵みの契約」と呼ばれる三種の契約の枠組みで捉える。
これらの契約は聖書に直接記述されたものではなく解釈を通じて了解されることから神学的契約と呼ばれ、その立場は契約神学と呼ばれる。契約神学は、改革派教会の伝統的思想体系において聖書の記述が従う構造と見なされ、教義上の一説あるいは中心的教義とは別種のものとなっている。
契約神学の聖書解釈の枠組みは、旧約聖書に記述されたイスラエルについての契約と、キリストを通じた新しい契約 (New Covenant) との関係についてディスペンセーション主義と対照的な立場をとる。現代的なユダヤ教徒の神学的立場を考慮した場合、契約神学はしばしば優越的置換主義 (supersessionism) あるいは置換神学 (replacement theology) と批判的に呼称される。これは、契約神学の教義が、神がユダヤ人に対する契約を破棄し、地上の選民として代わりにキリスト教徒を選択したという解釈であると見なされるためである。これに対し、契約神学の立場を取る者は、神はユダヤ人への契約を破棄したわけではなく、救世主ナザレのイエスの人物と業績がこれを完遂するものであるとする。すなわち、イエスはイスラエルと有機的に連携した形で教会の端緒を開いており、別個のものとして置換したものではないとする。
契約神学はプロテスタント神学の主要な特徴のひとつであり、カルヴァン主義の神学を支持する改革派、長老派などの教会に顕著である。またメソジスト教会の一部およびバプテスト教会の一部にも形式を変えたものが認められる。